# Europsko prvenstvo u košarci – Bugarska 1957.
Europsko prvenstvo u košarci 1957. godine održalo se u Sofiji od 20. do 30. lipnja 1957. godine.
Hrvatski igrač koji je igrao za reprezentaciju Jugoslavije: Branko Radović.